# Бетмен који се смеје

Бетмен који се смеје је измишљени супернегативац у DC Comics. Он је зли двојник и алтернативна верзија Бетмена у мултиуниверзуму. Приказан је као хибрид Бетмена (Брус Вејна) и Бетменовог заклетог непријатеља Џокера и члан је Мрачних Витезова. Његово прво појављивање била је укрштена прича у стрипу Мрачни Витезови: Метал, пре него што је добио сопствени серијал и пре него што је постао главни антагониста у стриповима Супермен/Бетмен и Година Негативаца заједно са Лекс Лутором. Направили су га Скот Снајдер и Крег Капуло.

## Историја Објављивања
Бетмен који се смеје креиран је од стране Скот Снајдера и Крег Капула и први пут се појавио у стрипу Мрачни Дани: Улоге. Приказан је као Бетмен из алтернативног универзума који нема код против убијања. Снајдер је објаснио своју намеру у вези са ликом у интревјуу за Холивудски Репортер. "Он је заправо Бетменова најгора ноћна мора која је заживела: Бетмен који је због Џокеровог токсина, изгубио сваки осећај за етику. Оно што Џокер заиста жели да уради у Готаму је да оживи Брусове најгоре ноћне море."Снајдер се надао да ће овај лик бити довољно популаран да добије своју личну серију стрипова и такође је веровао да би Џок био "идеална особа за тако нешто".

## Биографија измишљеног лика
Бетмен који се смеје је верзија Бетмена са Земље-22 у Мрачном Мултиверзуму. У тој стварности, Џокер са Земље-22 сазнаје Бетменов прави индетитет и убија све људе које Бетмен познаје, међу којима је и Комесар Гордон. Он затим подвргава хиљаде грађана Готама хемикалијама које су њега претвориле у то што јесте данас, након чега је убио неколико родитеља пред њиховом децом са циљем да их претвори у комбинацију њега и Бетмена. Када се Бетмен ухватио у коштац са Џокером, у којем га је и убио, био је изложен хемикалијама које су га претвориле у нову фузију Бетмена и Џокера. Ова фузија је имала Бетменову велику интелигенцију и физичку снагу, као и Џокеров искривљени и садистички смисао за хумор. Пре него што је Бетмен схватио шта се дешава, процес се показао неповратним. Бетмен који се смеје преузима Земљу-22, убијајући већину својих савезника, претварајући свог сина Дамијан Вејна у малог Џокера као и регрутоваћи децу инфицирану од стране Џокеровог токсина у нјегове "Глупе Робине". Чинило се да је Бетмен који се смеје био вођа или заменик вође Барбатосових Мрачних Витезова.
Након доласка у Прајм Земљу (Земљу 0), Бетмен који се смеје преузима контролу над Готамом и надгледа догађаје на Изазовној Планини. Расподелио је џокерове карте Бетменовим одметницима, дајући им могућност да мењају стварност и заузимају делове града. Бетмен који се смеје је, у пратњи са Тамним Дамијаном и тројицом Глупих Робина, намеравао да уништи сву стварност повезујући Надгледника са астралним мозгом Анти Монитора. Бетмен који се смеје је поражен када је Бетмен из Прајм Земље био излечен од стране Џокера, који је приметио неуспех алтернативног Бетмена да схвати овај сценарио због тога што је још увек био једним делом Бетмен.
Иако се прво мислило да је мртав, открива се да је Бетмен који се смеје био у притвору код Лекс Лутора, који му је понудио место у Легији Пропасти. Док се Легија Пропасти формирала, Џокер је саветовао Лекс Лутора да не доводи Бетмена Који Се Смеје у групу. Бетмен који се смеје је причао са Лекс Лутором о световима изван Изворишног Зида, док је Џокер то све слушао. 
Бетмен који се смеје је касније наставио напад на Бетмена, повлачећи са собом низ алтернативних верзија Брус Вејна, док се припремао за масовни напад на њега. Као додатно појачање, Бетмен који се смеје се удружио са Строгим Витезом, верзијом Бетмена који је користио пушке и који је претворио читав Готам у град војне диктатуре. Не видевши други начин да заустави самога себе, Бетмен је био приморан да прихвати уврнуту трансфузију од Џокера која почиње да га претвара у варијацију Бетмена Који Се Смеје, покушавајући да се на тај начин бори против њега док се ослањао на психозу Џејмса Гордона Млађег како би предвидео свог непријатеља. Када је Бетмен који се смеје извукао верзију Брус Вејна који још није изгубио ни своје родитеље, Бетмен је био у стању да га победи тако што га је намамио у сукоб kod гробља Вејнових, са Алфредом који је накнадно употребио трансфузију од другог Бруса како би вратио Бетмена у нормалу пре него што га пошање кући, а Бетмена Који Се Смеје је закључао у тамницу Дворане Правде. Међутим, његови серуми су ипак успели да заразе Шазама, Плаву Бубу, Дону Трој, Човек Јастреба, Супердевојку и комесара Гордона. 
Годину дана касније, Бетмен који се смеје је још увек био затворен у Дворани Правде, али је уз помоћ своје нове Тајне Шесторке успео да покрене свој план. Почео је тако што је направио ситуацију да Комесар Гордон поведе Бетмена и Супермена у пећину испод Улице Злочина, где ће Краљ Шазам да зарази Супермена. Касније се Супермен, који је лажирао да је заражен, пробијао до собе са оружијем у Дворани Правде где се сусрео са Бетменом Који Се Смеје, док је Бетмен остао са стране и прислушкивао разговор. Бетмен који се смеје је рекао Супермену да намерава да зарази читав свет својим серумом. Затим је давао Кларку неумесне коментаре како ће његов план изгледати попут уништења Криптона, као да ни Лоис ни Џон неће преживети. Супермен је напао Бетмена Који Се Смеје откривајући на тај начин своју маску. Међутим читава ствар се испоставила као илузија од стране Бетмена, док га је Бетмен Који Се Смејао хвалио рекавши да је он сам имао сличан принцип у свом свету. Следећи корак Бетмена Који Се Смеје био је да Скараб (заражена Плава Буба) хакује рачунаре Шуме Самоће и Бетпећине. Док се ово дешавало, почео је да се руга Супермену, говорећи му да су сви заправо зли изнутра и да ће убрзо то и он сам открити, али таман пре него што је Супермен требао бити инфициран Супердевојка је ухватила покварен батаранг и несвесно се инфицирала (ово се догодило зато што је батаранг био дизајниран да аутоматски зарази Крипторијанце). Када је на небу засијао сигнал Легије Пропасти, Бетмен који се смеје је помислио у себи да се замерио Лекс Лутору, међутим није био претерано забринут, јер како он каже, "Бетмен увек побеђује".
У наставку Надзирача под називом Сат Судњег Дана, Бетмен који се смеје је међу зликовцима који су анализирани од стране Доктора Менхетна када Гај Гарднер користи свој прстен моћи како би показао конструкте зликоваца са којима су се они претходно суочили.
Током приче „Мрачне ноћи: Метал Смрти“, Бетмен који се смеје постаје Перпетуин поручник. Уз помоћ војске злих Бетмена из Мрачног Универзума званих Мрачни Витезови (војску састављају Беба Бетмен, Бетменосаурус Рекс, Бетмобист, Замак Бет и Краљ Робин) они спроводе њену владавину. Када Чудесна Жена након разговора са Волијем Вестом одлучи да је њихова најбоља опција да направе прву Анти-Кризу, бива суочена са Бетменом Који Се Смеје и пробада га невидљивом Тестером Истине. Иако је мртав, Мрачни Витезови настављају са његовим планом и припремају тело последњег Бруса Вејна. Тело припада Бетменхетену, верзији Бруса Вејна која је копирала формулу коју је направио Доктор Менхетн. У Замку Шишмиша, Мрачни Витезови успевају у пребацивању мозга Бетмена Који Се Смеје у Тело Бетменхетена, акција која може имати последице ако Перпетуа сазна за то. Након што Перпетуа упозори Бетмена Који Се Смеје на бића као што је она, која могу да осете њене потезе, он одлучује да уништи све преостале Мрачне Витезове осим Краља Робина. Бетмен који се смеје се затим преображава у нову форму под називом „Најмрачнији Витез“ и изјављује да зна за Дијанин план да поново изгради Мултиунверзум, он међутим ћели да направи „52 Планете Кошмара". Најмрачнији Витез и Краљ Робин провале у Гробље Валхала. Знајући да су они у потрази за Волијевом моћи, Џеј Герик, Бери Ален и Воли Вест полазе у потеру за њима. Бери, Воли и Џеј формирају тим са Дететом Флешом и остатком Флеш породице како би престигли Најмрачнијег Витеза и његову војску и први стигну до Столице Мобијус. Након убеђивања од стране Чудесне Жене која је пропутовала кроз време до „Бесконачне Кризе“, Субербој-Прајм разбија светове Кризе, спасући Бетмена и Супермена у том процесу, и затим усмерева сву енергију ка Волију. Међутим, тај план не успева. Пре него што су имали шансу да га зауставе, Најмрачнији Витез намешта Мобиус Столицу како би увек усмеравала моћ ка њему. Сада има све што му је потребно да поново направи Мултиунверзум који је замислио, под називом „Последњих 52“. Са својим новим налик божанским моћима, Најмрачнији Витез наређује Замку Бат (који се претвара у колосалног Бетмена) да нападне хероје. Хероји немају никакву шансу против дива сачињеног од сваког материјала који постоји у Кејн Земљи. Након што Лекс да Чудесној Жени дневник који је написао Картер Хол, Најмрачнији Витез (који није успео да се ослободи од Перпетуе) шаље своје зле Земље да убију уједињену војску хероја и зликоваца. Док Бетмен користи прстен Црног Фењера да поново направи тело Бетмена Који Се Смеје како би се борио за њега, битка између Перпетуе и Најмрачнијег Витеза бесни. Најмрачнији Витез успева да зароби Перпетуу у комадима Зида Извора који ју је првобитно држао, и убија је. Након што намешта Примарну Земљу како би Енергија Кризе наставила да га ојачава, Најмрачнији Витез шаље своје „омиљене војнике“ да нападну Земљине хероје и у исто време оживљава Девастејтора, Удављеног и Црвену Смрт. Док хероји стоје уједињени против војске Најмрачнијег Витеза, златна Чудесна Жена избија из земље и сукобљава се директно са Најмрачнијим Витезом. Финална борба се одиграва између златне Чудесне Жене и Најмрачнијег Витеза, борба која се протеже кроз простор и време. Најзед стижу до зачећа где Најмрачнији Витез открива да ће Перпетуини људи (које називају „Руке“) просто обрисати универзум и без поновног почетка, половина Дијаниних пријатеља ће умрети. Дијана има две опције: да настави да се бори или да преда борбу Најмрачнијем Витезу и удружи се за њим како би имали моћ да убију „Руке“. Одбивши да се преда, Дијана узвраћа напад на Најмрачнијег Витеза, гура га унапред кроз време и шаље у умирући жар Земљиног сунца. Видевши како Руке стижу и своје пријатеље који се муче, Бетмена који оживљава своју Бет-Породицу и Лекса који се жртвује како би спасио СУпермана од злог Последњег Сунца, Дијана замишља њихов Унуверзум поново младим и живим, гура Најмрачнијег Витеза у сунце, убивши  га једном за свагда

## Моћи и Способности
Бетмен који се смеје има исте способности као и Бетмен, комбинован са уврнутим нихилизмом Џокера. Ово је један од главних разлога зашто је Бетмен био приморан да се удружи са Џокером како би га победио, знао је добро тактичке способности свог двојника као и чињеницу да нико неће моћи да предвиди чињеницу да се Џокер и Бетмен могу удружити. Долази из Мрачног Мултиверзума, тако да је у стању да види мрачне пороке и страхове људи, визуализоване као алтернативне стварности њихових тренутних акција. Његова карактеристична метална круна функционише као футурустички штитник направљен од „Мрачног Метала“, допуштајући му да прецизно одреди следеће потезе противника током борбе као и да психолошки манипулише њима користећи своје знање о њиховим страховима. За разлику од Бетмена, он користи смртоноста оружија која му омогућавају што ефикасније убијање противника, укључујући и митраљезе, ножеве као и ланчано оружије са батарангом на чијем крају су причвршћена сечива. 
Бетмен који се смеје такође користи и батаранге направљене од „Мрачног Метала“. Користио их је када је направио нову верзију Тајне Шесторке користећи заражене чанове Лиге Правде. Током дешавања стрипа Мрачни Витезови: Смртоносни Метал, Бетмен који се смеје је стекао моћи од Доктор Менхетена, које су му омогућиле божанске способности попут свемогућности по ноћи, летења, телепортације и многих других. Након што је абсорбовао Менхетенске моћи Воли Веста, његове способности су се драстично повећале. 
Попут осталих становника Мрачног Универзума, Бетмен који се смеје има слабост према Енти Металу. 

## Одзив
Аутори веб страница о Бетмену Који Се Смеје често га описују као „ужасавајућег“. Ресурси Стрипова описују Бетмена Који Се Смеје као компромис свих  „најбољих“ делова Бетмена као и свих „најгорих“ делова Џокера.
Лик се често упоређује са Судијом Смрти што се дизајна тиче. Скот Снајдер, креатор Бетмена Који Се Смеје, приметио је да ова два карактера имају јако сличну естетику. 

## У Другим Медијима

### Видео Игре
- У видео игри Мортал Комбат 11, Бетмен који се смеје је коришћен као ДЛЦ скин за Нуб Сајбота са Елсеворлд пакетом скинова који је био екслузиван за Мортал Комбат фанове на дан изласка Џокера као ДЛЦа.
- У видео игри ДЦ Универзум Онлајн, Бетмен који се смеје је био привремени антагониста у првој епизоди Метални Део. Током тог дела игре, хероји су преварени да испоруче посебан метал у његов мултиуниверзалном торањ, који након тога почиње да увлачи земљу у мрачни универзум. Вратио се у другој епизоди Металног Дела, где покушава да баци Џокерову бомбу на цео Бар Заборава са свим херојима унутар њега, међутим бива поражен од стране хероја заједно са својим Мрачним Витезовима и Барбатосима из Мрачног Универзума.

### Друштвене Игре
Бетмен који се смеје у Успону је друштвена игра из 2020. године и била је стратешка игра са коцкицом. 

### Роба
Мрачни Модели има линију минијатурних играчака базираних на стрип. Функо компанија је прва избацила акционе фигуре овог карактера. Много компанија као што су Дијамантске Селективне Играчке и Прајм 1 Студио су такође избациле своје верзије фигурица. МекФарлане Играчке су такође направили играчке Бетмена Који Се Смеје за њихову нову линију играчака ДЦ Мултиуниверзум где ова играчка има чак 7 инча. 